# It's Beginning to Look a Lot Like Christmas
It's Beginning to Look a Lot Like Christmas est une chanson de Noël écrite en 1951 par Meredith Willson. La chanson s'appelait à l'origine  "It's Beginning to Look Like Christmas". La chanson a été enregistrée par de nombreux artistes et c'est la version de Perry Como et The Fontane Sisters avec Mitchell Ayres & son orchestre enregistrée le 10 septembre 1951 et sorti chez RCA Victor qui la fera connaître. Bing Crosby enregistre une version le 1er octobre 1951.

## Contexte et rédaction
Une croyance populaire à Yarmouth en Nouvelle-Écosse, prétend que Willson ait écrit la chanson pendant son séjour au Grand Hotel de Yarmouth.  La chanson fait référence à un "arbre dans le Grand Hôtel, un dans le parc aussi...[traduit de l'anglais]"; le parc étant le Frost Park, juste en face du Grand Hotel, qui fonctionne toujours dans un bâtiment plus récent sur le même site que l'ancien hôtel. Il fait également mention de "Five and Ten" qui étaient un magasin en activité à Yarmouth à l'époque.
Il est également possible que le "Grand Hotel" que Willson mentionne dans la chanson ait été inspiré par le Historic Park Inn Hotel de sa ville natale de Mason City, Iowa. Le Park Inn Hotel est le dernier hôtel au monde conçu par l'architecte Frank Lloyd Wright, et est situé dans le centre-ville de Mason City surplombant le parc central.

## Reprises
- 1951 : Perry Como et The Fontane Sisters
- 1951 : Bing Crosby
- 1961 : Alvin and the Chipmunks sur l'album Christmas with The Chipmunks
- 1975 : Big Bird de Sesame Street (par la voix de Caroll Spinney) dans un medley de l'album Merry Christmas from Sesame Street
- 1981 : Alvin et les Chipmunks sur l'album A Chipmunk Christmas
- 1986 : Johnny Mathis sur l'album Christmas Eve with Johnny Mathis (version ajoutée à la bande originale de Maman, j'ai encore raté l'avion en 1992)[4]
- 2002 : America sur leur album Holiday Harmony
- 2008 : Harry Connick Jr. sur l'album What a Night! A Christmas Album
- 2009 : Connie Talbot sur l'album Connie Talbot's Holiday Magic
- 2009 : Andrea Bocelli avec Kenny Loggins, Olivia Newton-John et Richard Marx, sur l'album My Christmas
- 2011 : Michael Bublé sur l'album Christmas
- 2016 : Laura Pausini sur l'album Laura Xmas
- 2018 : Pentatonix sur l'album Christmas Is Here![5]
- 2022 : Taehyung (V de BTS) cover.